# J-ADNI
J-ADNI（ジェイ・アドニ）は、2007年より開始された日本の厚生労働省・NEDOなどが主導するアルツハイマー病研究プロジェクト。
J-ADNIは、Japanese Alzheimer's Disease Neuroimaging Intiative（日本に於けるアルツハイマー病脳画像診断法の先導的研究）の略称。アメリカ合衆国のアルツハイマー病研究（ADNI）に倣って開始された。

## 概要
2007年より被験者を募集し、厚生労働省・NEDOや製薬会社などから研究資金33億円を調達し、東京大学など日本各地の研究機関・病院38施設で大規模な臨床実験を行う。

### 構成
研究機関（代表：岩坪威・東京大学大学院教授）、データセンター、会計事務局より構成される。

### プロジェクト設立経緯
認知症の治療に使われているコリンエステラーゼ阻害薬などでは、アルツハイマー病の進行を食い止めることは難しく、アルツハイマー病に即して開発された薬剤も治験では症状の進行抑制効果が得られないことがわかってきたことから、2005年からアメリカ合衆国において、軽度認知障害（MCI）や早期のアルツハイマー病を健常者と比較し、アルツハイマー病の進行を早期から把握できる検査指標を開発しようというプロジェクト「ANDI」（AD Neuroimaging Initiative）が開始され、欧州やオーストラリアでも同様なプロジェクトが始まったことから、日本でも開始されることとなった。

## データ改竄疑惑騒動
2014年に朝日新聞が、内部告発に基づいた取材により「被験者に同意を得ずにデータを収集し、東京大学が内部調査を開始。内部告発メールを厚生労働省担当者が研究代表者・岩坪威に告発者名付きで転送、告発者である杉下守弘・元東大教授が実名会見。エーザイから出向したデータセンター長が改竄を指示、岩坪氏が口止めメールを送信」などといった不正疑義に関する報道を開始、調査のために設けられた第三者調査委員会は同年12月にデータ書き換えの事実は認めたものの、悪意のある改竄ではなかったと発表した。

### 時系列
- 2007年、J-ADNIプロジェクト開始
- 2008年、データ収集開始
- 2013年8月、米国の神経放射線学会誌に関連論文発表
- 2013年11月、検証責任者である杉下守弘より厚生労働省にデータ改竄されていると電子メールが送付されたが、研究者代表である岩坪威に個人情報を削除しない状態で転送された
- 2013年12月、杉下守弘が各新聞社に「改ざん」を売り込み。
- 2013年12月、朝日新聞記者、渡辺周と青木美希が杉下守弘と接触。
- 2014年1月5日、朝日新聞記者、渡辺周と青木美希が朝田隆（当時・筑波大教授[3]）と接触。
- 2014年1月8日、朝日新聞記者、渡辺周と青木美希が岩坪威を取材。
- 2014年1月10日、被験者への面談検査データの「改竄」の可能性が報道される[4]
- 同日、データ分析を担当する筑波大学朝田隆教授が「検査の方法や病気の診断の基準が研究グループの中で統一されないまま研究が進んでしまったことで、結果を出すのが大幅に遅れてしまっている。世界的にも注目されている日本の認知症の研究分野で、このような問題が起きてしまったことを深刻に受け止めている。研究に協力していただいた患者さんのためにも、きちんとしたデータを出す必要があり、外部の専門家を入れた第三者機関を設けるなどして、データに誤りがないか、患者一人一人について詳細に確認をしていくべきだ」と発言した。[5]
- 2014年1月11日、「被験者に同意を得ないでデータを収集した疑いがある」と報道される[6]
- 同日、筑波大学朝田隆教授は自ら提唱した第三者機関の調査を待たずして「データの一部を後から書き換えるなどの不適切な処理があった」と発表した。[7]
- 2014年1月、東京大学が内部調査を開始[8]
- 2014年2月3日、杉下が記者会見を開く[9]
- 2014年2月14日、「内部告発」メールを厚生労働省の担当者が岩坪に転送していたことが報道される[10]
- 2014年3月21日、2013年8月に米国で発表した論文について、データ改竄などの不適切な内容があったとして杉下が撤回を求める[11]
- 2014年5月26日、製薬企業から出向したデータセンター室長によりデータ保全命令後にデータの「改竄」が指示されていたと報道される[12]
- 2014年5月27日、岩坪がデータ「改竄」の「口止めメール」とされるメールを他の研究者に送信していたことが報道される[13]
- 2014年6月3日、東京大学が国立大学法人として、調査報告を速やかに行って説明責任を果たすと表明[14]
- 2014年6月23日、医学部学生有志が一連の不正に対して大学当局に説明を公開質問状で要求した[15]。
- 2014年6月24日、東京大学の調査により「疑義が報道されたデータの書き換えについて、悪意のある改ざんとは断定できず、不適切な担当者による不適切な修正があったものと考えられる。」とされた[16]
- 2014年8月20日、厚生労働省が本事業の助成金審査者に、事業発案者である井原康夫（当時・同志社大教授・元日本認知症学会理事長[17]）を任命していたと報道される[18]
- 2014年8月29日、東京大学が第三者委員会での調査開始を発表[19]
- 2014年10月8日、一連の記事を中心的に書いた朝日新聞記者、青木美希が新聞協会賞を受賞した「手抜き除染」の記事において自作自演をしていたと報道される。[20]
- 2014年12月22日、第三者委員会調査の結果、新聞報道で指摘されたような「改竄」や製薬企業との利益相反の観点からの問題はなく、「研究の指揮管理体制の不備で混乱が生じた」ことが報告され、事業の継続が発表された[21][22][23][24][25]
- 2014年12月26日、厚生労働省は国家公務員法に違反するとして、「告発メール」をそのまま転送した認知症・虐待防止対策推進室の担当職員に懲戒処分と室長に厳重注意を行った[26]。
- 2015年3月13日、政府はJ-ADNIに関連した維新の党の川田龍平参院議員からの質問に対し、「第三者調査委員会」の報告書を引用し、故意のデータ改ざんを否定する答弁書を閣議決定した[27]。
- 2015年4月、杉下守弘は第三者調査委員会の報告書に対する反論意見書を自身のホームページで公開した。
- 2015年4月2日、参議院予算委員会において維新の党川田龍平議員の質問に対して、杉下守弘の「告発メール」は公益通報者保護法における公益通報には当たらないとの見解が消費者庁川口康裕次長よりなされた。また、データ保全命令後にデータの「改竄」が指示されていたと報道された件に関しても「いずれも通常の品質確認作業の一環で行われたもりであり、不当な改ざんや意図的な修正が行われたケースは確認できなかった」と厚生労働省三浦公嗣老健局長が発言した。[28]
- 2015年8月19日、杉下の平成27年4月1日付け「意見書」、及び平成27年7月13日付意見書に対し、J-ADNI研究に関する第三者委員会が見解を述べた。その中で、杉下の主張する「改ざん」を再度否定し、杉下本人の責任について、「杉下氏は、その責任を自覚すべき立場にあるにもかかわらず、今なお自らの責任を省みようともせずに、自らの主張を徒に繰り返すものであって、このような杉下氏の姿勢は、無責任であるばかりか、現在及び将来の国民全体の健康・平穏を左右することになる重要な研究の進行を阻害するものであり、また、本研究に協力した被験者、本研究に真摯に取り組んできた数多くの研究者や研究協力者、さらには研究実施医療機関の事務職員らに、甚だしい不利益、損失を与えるものであって、当委員会として極めて遺憾である」と批判した。[29]
- 2015年8月25日、後継プロジェクトが日本医療研究開発機構で採択されたことが発表された。[30]
- 2016年2月1日、バイオサイエンスデータセンターから研究において取得されたデータが公開された。[31]
- 2018年5月9日、研究成果が論文として発表された。[32]
- 2018年5月11日、研究成果が発表されたことを岩坪威のコメントと共に朝日新聞が報道[33]。